# أبو جبل (مسلسل)
أبو جبل مسلسل تلفزيوني مصري درامي.

## القصة
تدور الأحداث حول أسرة وعائلة واحدة هي عائلة تاجر كبير اسمه (أبو جبل)، الذي يمر بالعديد من الأزمات التي تجعله يفقد السيطرة على نفسه ويواجه العديد من المشاكل، خاصة مشكلة الصراع على ميراث والده.

## طاقم العمل
- مصطفى شعبان
- حسن حسني
- محمود البزاوي
- خالد كمال
- عائشة بن أحمد
- عايدة رياض
- مريم حسن

## هوامش
عند الإعلان عن المسلسل كان يحمل اسم (بيت راضي)، إلا أّنه تقرر بعد ذلك تغييره ليصبح (أبو جبل).

## وصلات خارجية
- صفحة مسلسل أبو جبل على موقع السينما.كوم